# Lo scatenato
Lo scatenato è un film del 1967 diretto da Franco Indovina.

## Trama
Bob Chiaramonte è un famoso attore di varie pubblicità, che però pian piano inizia ad impazzire. Infatti egli sembra essere perseguitato da normali animali che non lo vedono di buon occhio. Un toro ad esempio getta Bob in un fiume, mentre dei topi rosicchiano una corda che tenevano lui appeso ad un elicottero per girare una pubblicità. Quando Bob si rifiuta di girare altre pubblicità con degli animali come comparse, viene immediatamente licenziato. Sul punto della disperazione, entra in scena una comunissima mosca, che inizia a tormentare la vita del povero Bob che cerca di ucciderla in ogni modo, senza riuscirci. Quando la mosca scompare, Bob continua ugualmente a sentire il fastidioso ronzio, menando le mani ovunque come un vero folle. Ormai impazzito del tutto, Bob si reca allo zoo ed in una sorta di monologo cerca di dimostrare ad una scimmia in gabbia la superiorità dell'uomo sull'animale. Come risultato, Bob finisce in gabbia al posto della scimmia.

## Produzione

### Il cameo di Carmelo Bene
Nella seconda metà del film, mentre Vittorio Gassman è intento a schiacciare la mosca immaginaria, si scontra con il celebre teatrante Carmelo Bene, uno degli attori più poliedrici, controversi e famosi della storia del teatro italiano. Bene, in vesti di prete, esce da una vettura e Gassman, cercando di colpire con la mano la mosca, gli molla un ceffone, facendogli volare il berretto nero. Gassman mortificato cerca di scusarsi con il prete che, stordito e instupidito, cerca di scappare dalla presa nevrotica dello scatenato.

### Il cameo dei Pennies
Nella scena del toro infuriato che insegue Vittorio Gassman, si vedono in mezzo al prato una troupe di ripresa di un carosello e il gruppo musicale dei Pennies che suonano un motivetto pubblicitario. Anche i Pennies fuggono precipitosamente alla vista del toro.

## Accoglienza

### Critica
Paolo Mereghetti (1993): **
«Commedia intellettuale [...] sulla patologia persecutoria. Gassman si autodenigra [...] ma a volte eccede [...]. Discontinuità [...] nel copione.»

## Curiosità
Una sera di metà gennaio del 1970 tre ladri inseguiti dalla polizia entrarono nel cinema Abanera di Milano e si infilarono in platea durante la proiezione del film. Quando si accesero le luci due furono arrestati e uno riuscì a fuggire da un'uscita di sicurezza.